# Hřbitovy v Kroměříži
Hřbitovy v Kroměříži jsou v minulosti spojeny s historii kostelů a kaplí, při kterých se dříve pohřbívalo.

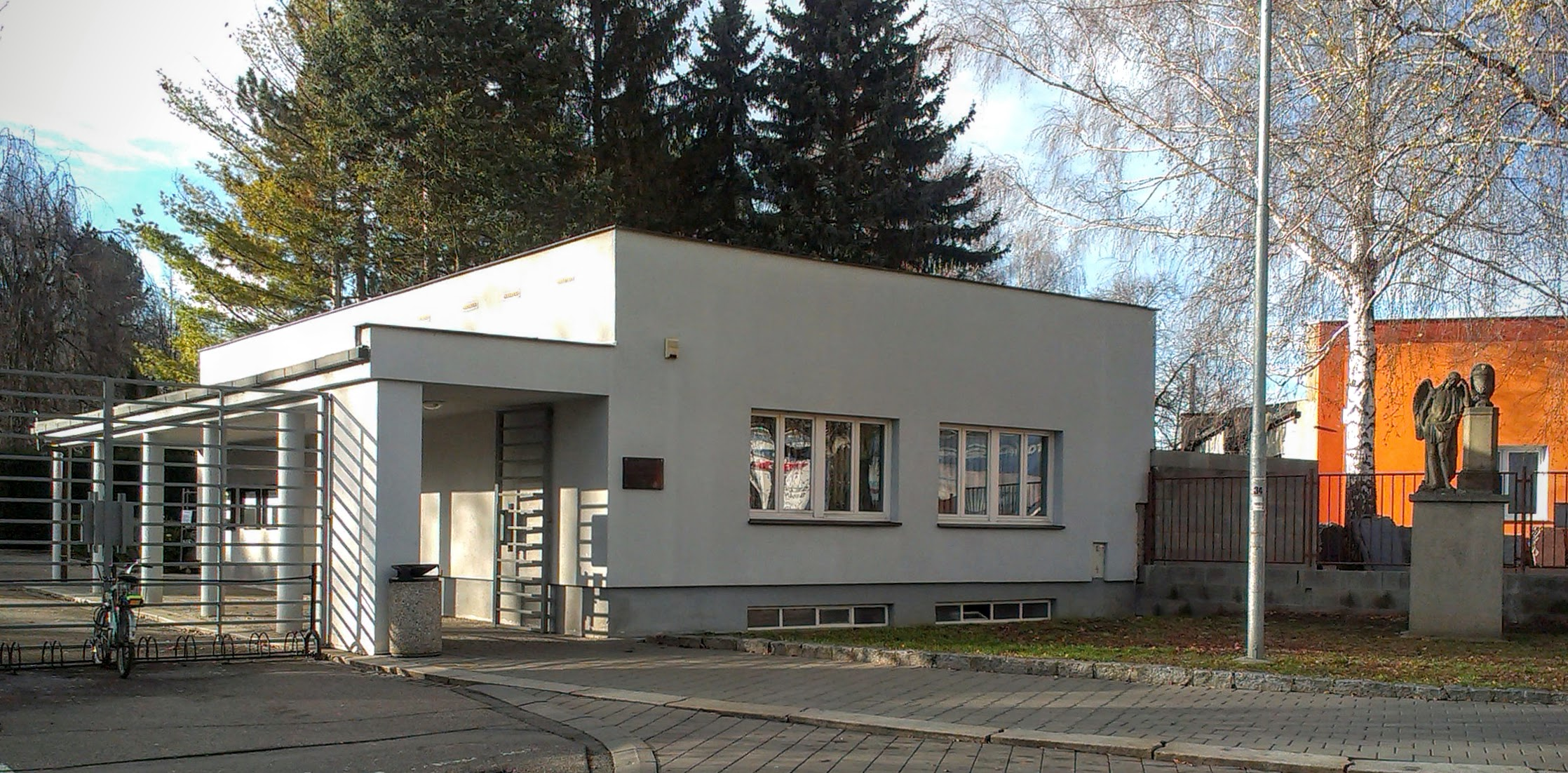
Hlavní vstup na kroměřížský hřbitov

## Historie

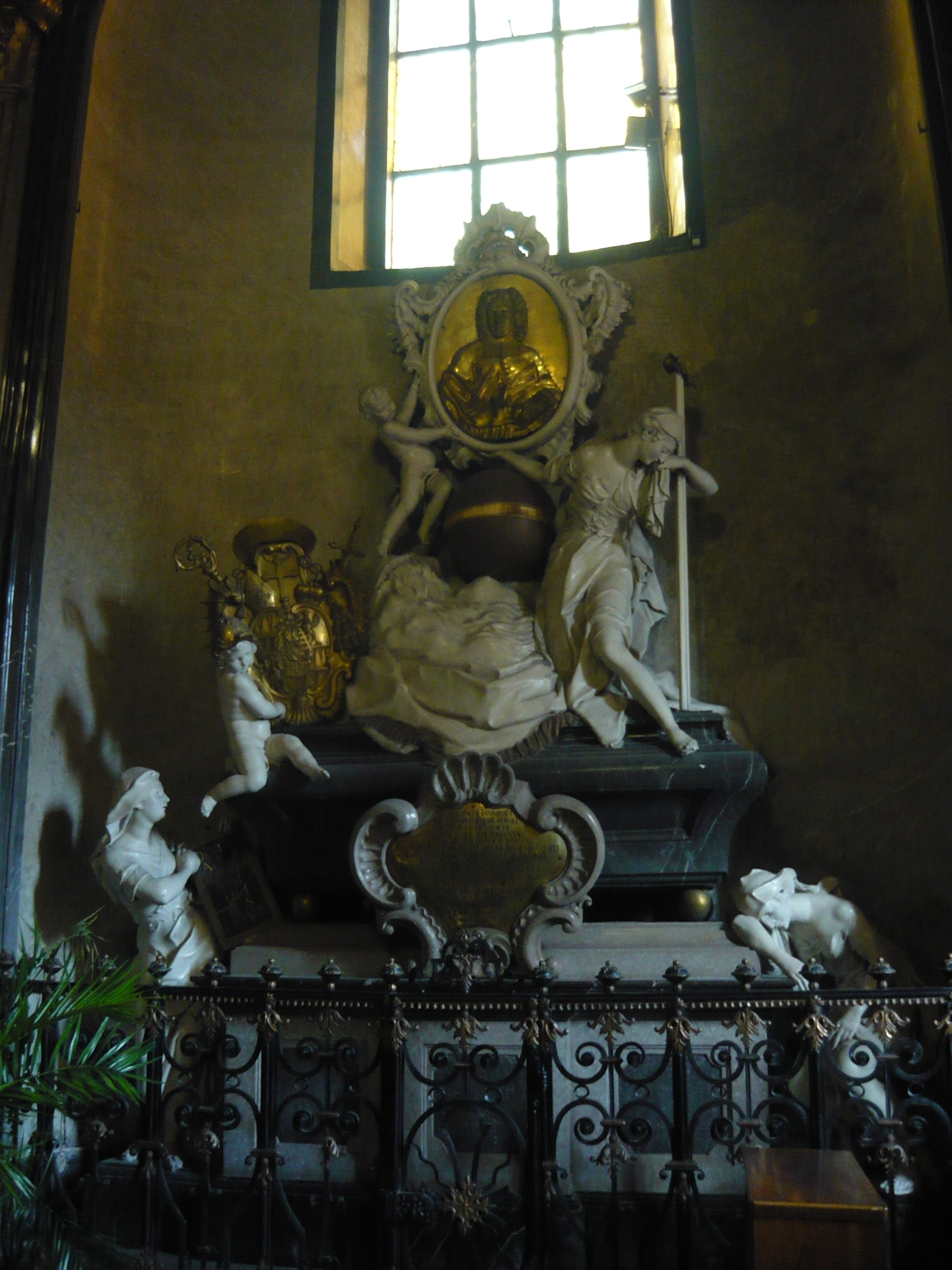
Náhrobek kardinála Schrattenbacha v kostele sv. Mořice, zhotovil sochař Ondřej Zahner a zlatník Jan Šimon Foerstner v letech 1750 - 1755

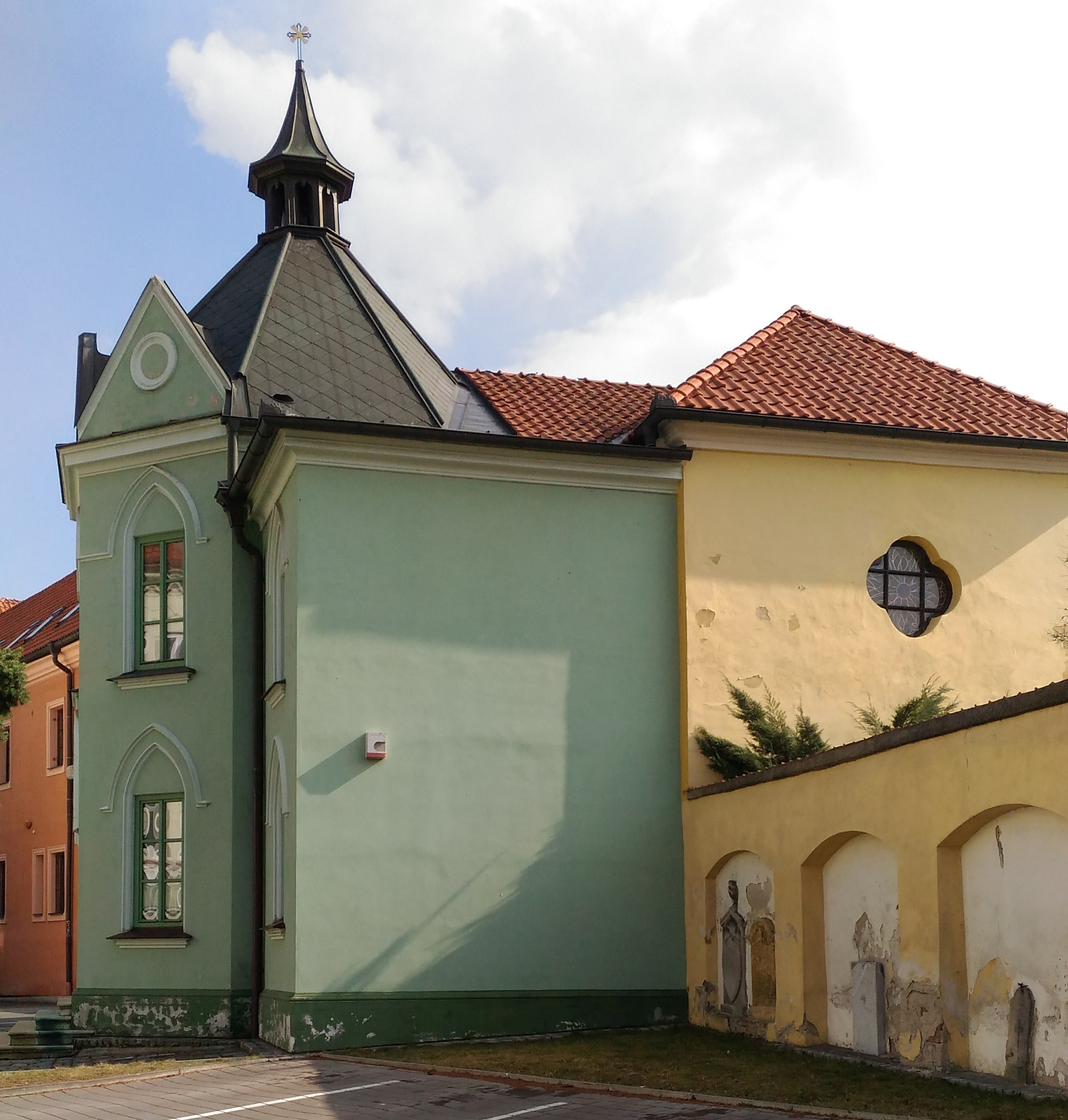
Kaple sv. Kříže u bývalého františkánského kláštera s posledními hřbitovními deskami

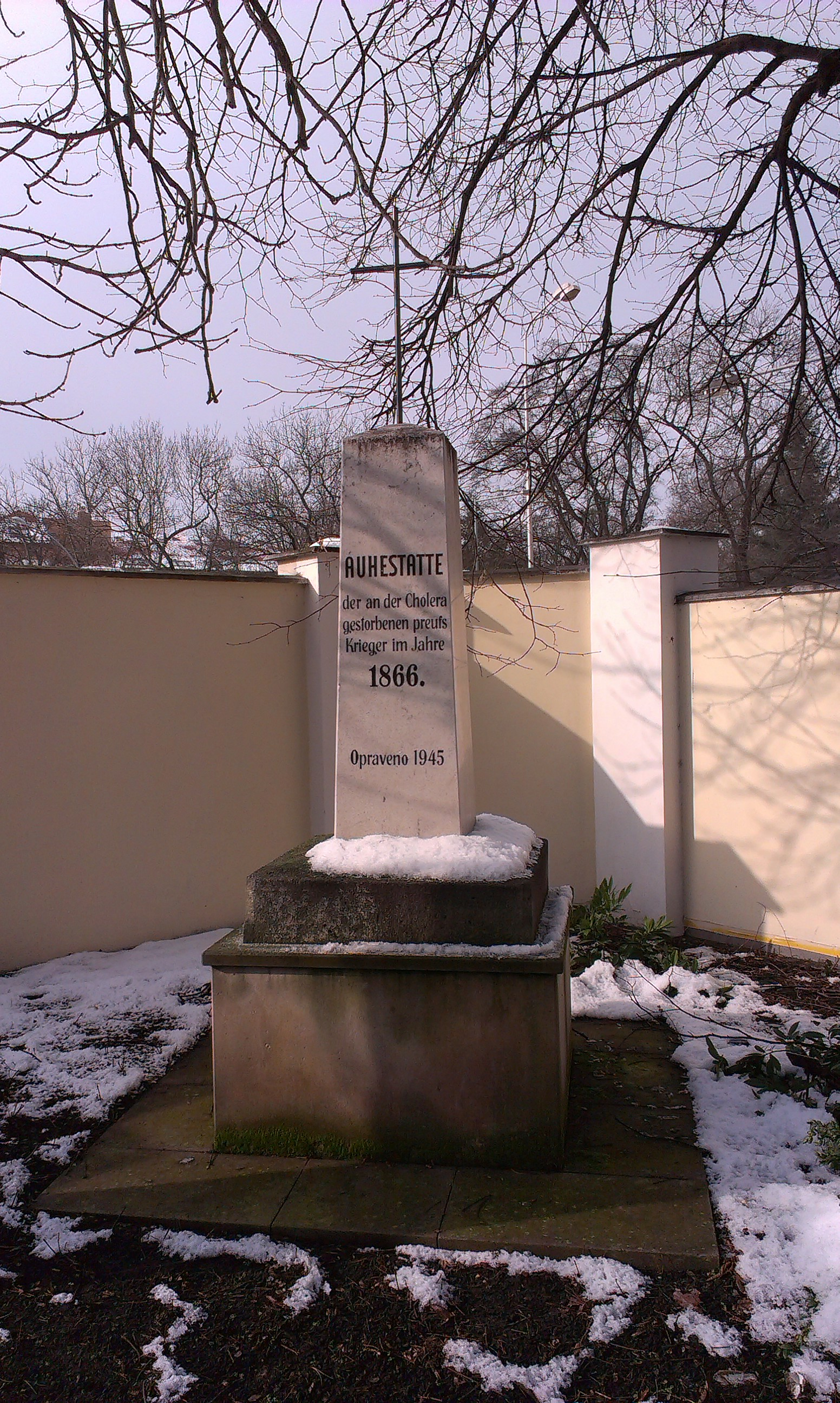
Památník zemřelým na choleru v roce 1866 na bývalém cholerovém hřbitově

Nejstaršími v Kroměříži byly hřbitovy u kostela Nanebevzetí Panny Marie (přímo v kryptě kostela je například pohřben dvorní malíř olomouckých biskupů Karel Josef Adolf nebo hudební skladatel Václav Matyáš Gurecký), u johanitského špitálního kostelíka svatého Jana Křtitele (dnes už neexistuje, ale na jeho místě stojí kostel sv. Jana Křtitele) a u kolegiátního kapitulního kostela sv. Mořice, později u také již neexistujícího klášterního kostela svaté Trojice a kaple svatého Kříže. Nejstarší hřbitov byl v tržní osadě kolem dnešního kostela Nanebevzetí Panny Marie v dolní části Riegrova náměstí, na kterém se pohřbívalo ještě do r. 1788. Stávala zde hřbitovní (později literátská) kaple svatého Michala. U separační zdi, ohrazující židovskou část města, stála kostnice, zeď byla v 17. století ve výklencích zdobena malbami. O pohřbívání u kostela johanitů nejsou žádné doklady, podobně u kostela svatého Mořice, kde se spíše využívalo krypty v kostele, dostatečně prostorné k uložení ostatků zemřelých církevních hodnostářů. Jsou zde například pohřbení Lacek z Kravař, Bruno ze Schauenburku, Wolfgang Hannibal von Schrattenbach, Leopold II. Fridrich z Egkhu, Antonín Theodor Colloredo-Waldsee nebo Maxmilián Josef Sommerau-Beckh. Vedle kostela jsou doloženy jen některé hroby osob, za života spojených s kostelem (choralisté, varhaník, kostelník apod.).
Od 18. století byl využíván hřbitov u nového františkánského kláštera a kostela svaté Trojice za hradbami města v obci Oskol. Iniciativa františkánů měla pomoci řešit problémy s nedostatkem místa na farním hřbitově u kostela Nanebevzetí Panny Marie. Protože jak farní, tak i nový hřbitov sloužily nejen obyvatelům Kroměříže, ale i Bílan, Vážan, Jarohněvic, Štěchovic, Novosad, Oskole, Bělidel, Sladoven a předměstí Za Kovářskou branou bylo jim uloženo kardinálem Schrattenbachem, aby přispívaly ke stavbě hřbitovní zdi a k údržbě hřbitova. Existence hřbitova nebyla dlouhá. V rámci Josefínských reforem byl zrušen klášter a v roce 1788 se začalo s bouráním kostela svaté Trojice, ve kterém se také pohřbívalo do dvou krypt - větší pro hroby bratrů laiků a menší pro rodinné sklípky měšťanů, biskupských úředníků, šlechtických rodin a jiných obyvatel města. Jejich ostatky byly přeneseny na hřbitov, či do hřbitovní kaple svatého Kříže, kde byly hroby v kapli i její předsíni. Za pohřbení na hřbitově, v kostele svaté Trojice či hřbitovní kapli svatého Kříže museli pozůstalí zaplatit poplatek farnímu kostelu Nanebevzetí Panny Marie a jeho faráři.
Platný dvorní dekret z 20. 8. 1784 uložil všechny hrobky a hřbitovy uvnitř areálu města uzavřít a přeložit na odlehlé místo. Skutečné se začalo pohřbívat na hřbitovech za hradbami až po novém přísnějším nařízení v r. 1788. Na cestě do Kotojed byl založen menší hřbitov, který ale brzy nestačil. Proto se dále pohřbívalo na františkánském hřbitově. Navíc bylo povoleno při zdi hřbitova stavěti rodinné hrobky, sledovalo se dodržování dekretem stanovené minimální velikosti hrobu a lhůty nových pohřbů až po stanovené době, dostatečné k zetlení (10 let). Velkým náporem byly i epidemie. Proto také v roce 1805 po vypuknutí cholery byl hřbitov na Kotojedské ulici (dnešní Bezručův park) zdvojnásoben a kromě hřbitovní kaple z r. 1802 byla postavena umrIčí komora. Další nápor cholery v roce 1831 vedl ke zřízení cholerového hřbitova, kde bylo pochováno 106 obětí a vystavěn kamenný křiž. Tento kamenný kříž stojí od roku 1959 v lokalitě přírodní památky u potoka Stonáč v místní části Bílany. Další vlna epidemie cholery přišla v souvislosti s prusko-rakouskou válkou v roce 1866. Polohu hřbitova připomíná památník zbudovaný v roce 1878 německým velvyslanectvím ve Vídní v dnešním areálu Střediska volného času dětí a mládeže ŠIPKA s německým nápisem Auhestatte der an der Cholera gestorbenen preufs Krieger im Jahre 1866 (česky Památce zemřelým v boji proti choleře v roce 1866).
V letech 1858-59 došlo k dalšímu rozšíření hřbitova, který se stal hřbitovem pro Kroměříž. Obce Skaštice (1873), Bílany (1900), Vážany (1908) a Jarohněvice (1909) si v letech 1873–1909 zřídily vlastní hřbitovy. To umožnilo pohřbívat na 'starém' hřbitově na Kotojedské ulici až do r. 1911, pak jen do rodinných hrobek. Podobný osud měl i židovský hřbitov. Nejstarší měla židovská obec za hradbami města v obci Oskol (nedaleko od staré synagogy, v místě dnešního vyústění Moravcovy ulice do Komenského náměstí). Až v roce 1849 dosáhlo vedení obce oskolské zákazu pohřbívání a židovská obec byla nucena vybudovat nový hřbitov za katolickým, v místě dnešního obvodního oddělení Policie ČR (Březinova ulice). Ani tento hřbitov dlouho nesloužil a po r. 1911 se začalo pohřbívat na novém hřbitově na Velehradské ulici. Původní pohřební síň byla zbořena ve třicátých letech a nová postavena na novém hřbitově dle plánů ing. Ladislava Mesenského v r. 1936.

## Nové hřbitovy

Stav rozmístění hrobových míst vojenské části hřbitova z roku 1927

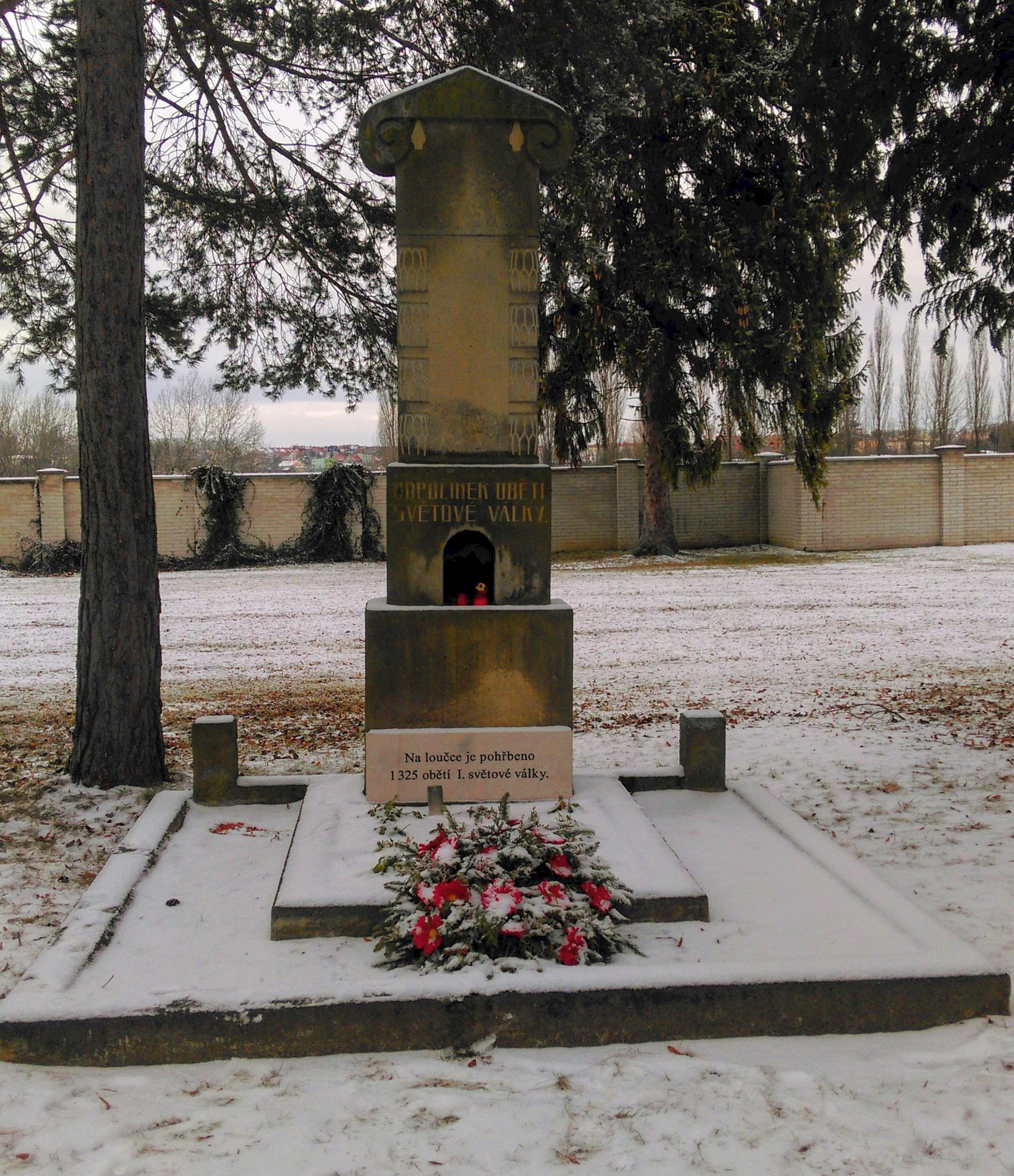
Památník obětem I. světové války, v roce 2016 doplněný o desku s počtem pohřbených

Současný hřbitov má již také svou historii. Důvody jeho vzniku, shora uvedené, byly doplněny o vznik dvou velkých zdravotnických zařízení v letech 1905–1909, nemocnice a Zemského ústavu pro choromyslné. Zvýšila se potřeba místa pro zemřelé a správa města se rozhodla pro vybudování nového hřbitova v dostatečné vzdálenosti od města, aby se neopakovala situace se hřbitovem na Kotojedské ulici, jehož další rozvoj byl po sto letech limitován rozvojem města. Vybraná plocha při hlavní komunikaci umožňovala další rozvoj areálu v budoucnosti, což se hned ukázalo potřebným v prvním roce světové války 1914. V roce 1918 se Kroměříž stala velkou nemocnicí. V kasárnách, školách a přistavěných barácích bylo stále 3 000 raněných, kteří byli přiváženi na kotojedské nádraží a po silnici rozváženi do lazaretů.
Někteří byli dovezeni už jen na hřbitov. V severozápadní části hřbitova bylo během války a po ní pohřbeno 1 325 vojáků, padlých či zemřelých v Kroměříži na následky války, zranění a infekcí.
V druhé etapě, v letech 1927–1935, byla postavena obvodní zeď a plot hřbitova, rozdělena plocha, vybudovány základní cesty a chodníky v areálu. Odborem spolku Krematorium byl 22. 6. 1930 slavnostně otevřen Urnový háj na severní straně hřbitova, založený podle projektu pražského propagátora praktické estetiky redaktora časopisu Stavitelské listy Emila Edgara a Františka Sýkory, ředitele vinohradského hřbitova. Pohřebiště tím získalo dnešní rozlohu 7,4 hektaru.
Rozsáhlá třetí etapa (1935–1937) podle projektu ing. Ladislava Mesenského firmami Josefa Zapletala a Ing. Ladislava Mesenského rozdělila celou plochu hřbitova, postavila provozní budovy (vstupní areál s bytem správce, márnice s pitevnou, zahradnický areál) a provedla odvodnění systémem stok. Postupně v tomtéž období byl přeměněn starý hřbitov na Kotojedské ulici na dnešní Bezručův park, byly provedeny výsadby na hřbitově a také v nových ulicích města gigantickou prací kolektivu zahradníka a správce Romualda Wallera.

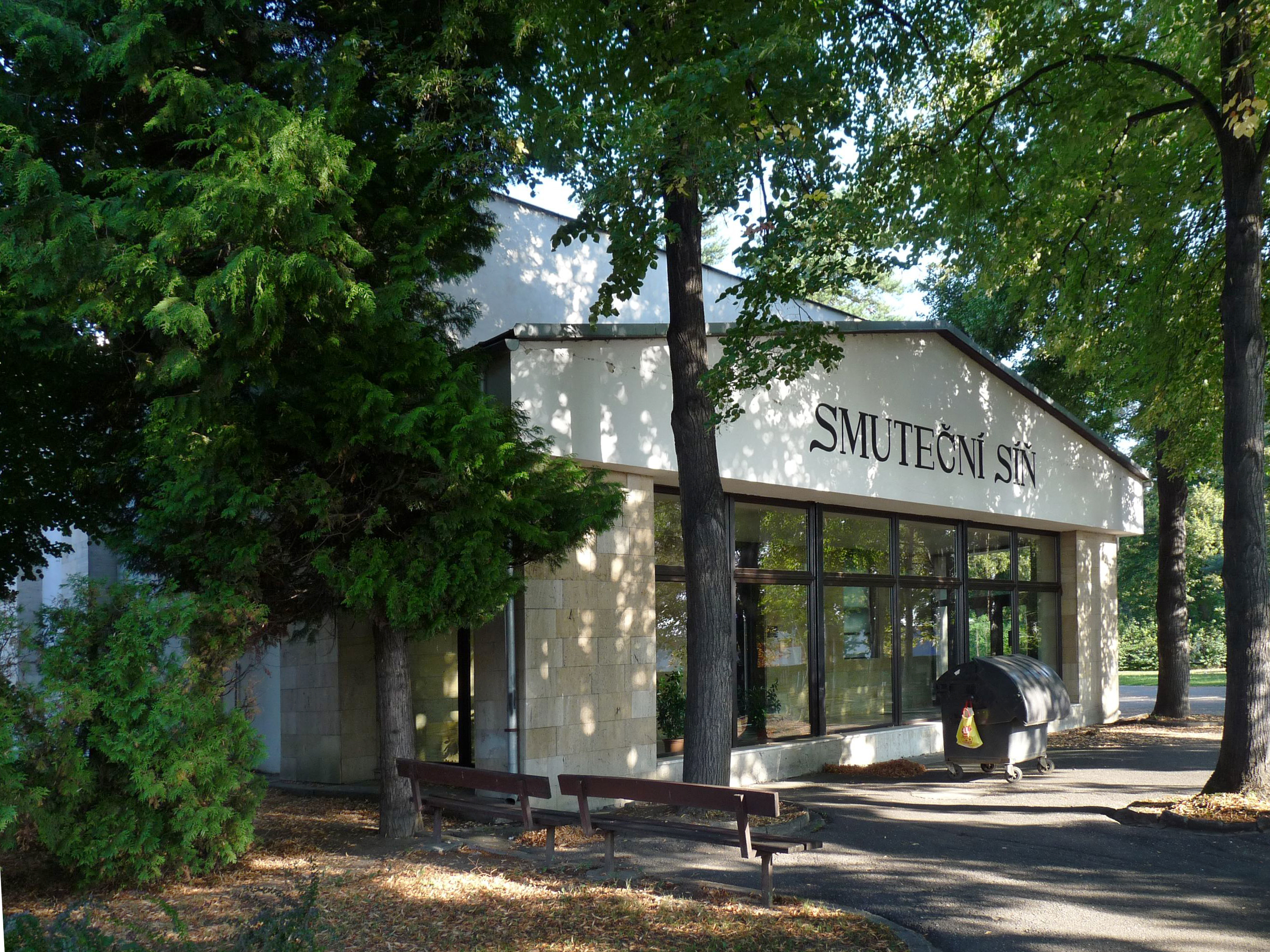
Smuteční síň

Po druhé světové válce došlo ke spojení hřbitova s židovským hřbitovem a přebudování židovské pohřební síně na smuteční síň v roce 1960. Síň byla nově upravena pro pohřby církevní i občanské a vyzdobena, mimo jiné, obrazem malovaným na skle od akademického malíře Vladimíra Škrance. První rozloučení se v takto upravené síni konalo 24. června 1961. V roce 1978 došlo k otevření rozptylové (v té době označované jako vsypové) loučky v areálu Urnového háje. Vstupní prostor byl upraven podle urbanistického řešení Jana Zavřela (jeho pamětní deska je umístěna na vstupním objektu) a doplněn o pomník obětem 2. světové války se sousoším Myslbekova žáka, sochaře Julia Pelikána, a připomenutím 25 nacistických koncentračních táborů a věznic, ve kterých skončili svůj život kroměřížští občané. Pomník židovským spoluobčanům je za smuteční síni spolu s hroby zemřelých, pohřbených v této části původně židovského hřbitova.
V roce 1981 byla provedena exhumace 41 hrobů sester svatého Kříže v oddíle 18. (sestry odešly z provinčního domu v Kroměříži v roce 1950)
a jejich ostatky byly uloženy do společného hrobu v Choryni.
V roce 1988 se začalo s postupným budováním kolumbárií v přední části hřbitova. V roce 1996 byla provedena Lidovým spolkem péče o německé válečné hroby z Kaselu (Porýní-Falc) exhumace 148 hrobů z let 1939–1946. V souvislosti s II. světovou válkou bylo na hřbitově pohřbeno 193 příslušníků německé armády. V roce 2015 proběhla v rámci Operačního programu Životní prostředí akce Regenerace zeleně na hřbitově v Kroměříži, při které došlo k výraznému omlazení dřevin v areálu hřbitova. Péčí správy hřbitova byly v letech 2018 a 2019 na vybraných hrobech obnoveny jejich nápisy a v roce 2018 došlo také k rozšíření kolumbárií o další již 25 stěnu opět po 40 urnových boxech. V roce 2018 proběhla opět v rámci Operačního programu Životní prostředí akce Regenerace zeleně hřbitovů Kroměřížska, při které došlo k omlazení zeleně na hřbitově v místní části Hradisko. Začátkem roku 2019 realizovala správa kroměřížského hřbitova 4. urnový háj. V letech 2019 až 2021 bylo provedeno Restaurování zastavení č. II., VI., VIII. a X. Křížové cesty
v rámci akce obnovy nemovité kulturní památky s využitím příspěvků poskytnutých Ministerstvem kultury z programu „Podpora obnovy kulturních památek prostřednictvím obcí s rozšířenou působností“. Kartuš zastavení č. II se nedochovala, proto byla kartuš vytvořena na základě fotografie publikované v knize Ludvíka Páleníčka z roku 1945.
Výkon správy pohřebiště zajišťují Kroměřížské technické služby, s. r. o. Kromě městského hřbitova v Kroměříži zajišťují výkon správy i na hřbitovech městských částí v Bílanech, Hradisku, Drahlově, Těšnovicích, Trávníku a Zlámance. Pronajímají hrobová místa, provádí údržbu zeleně a úklid veřejných ploch hřbitovů. Zajišťují pohřbívání do hrobů, hrobek, urnových hrobů, kolumbárií a na rozptylové loučce. Své služby nabízejí i pro jiné obce. Hřbitov v místní části Hradisko slouží i pro místní část Postoupky a pro obce Bezměrov, Lutopecny a Měrůtky (i když se tyto obce na provozu hřbitova nepodílejí) sdružené v rámci územního společenství římskokatolické farnosti Hradisko. V menší míře je obdobný stav i na hřbitově ve Zlámance, kterou využívají občané Lhotky a Újezdska, které jsou části obce Kostelany.

### Galerie kroměřížských hřbitovů

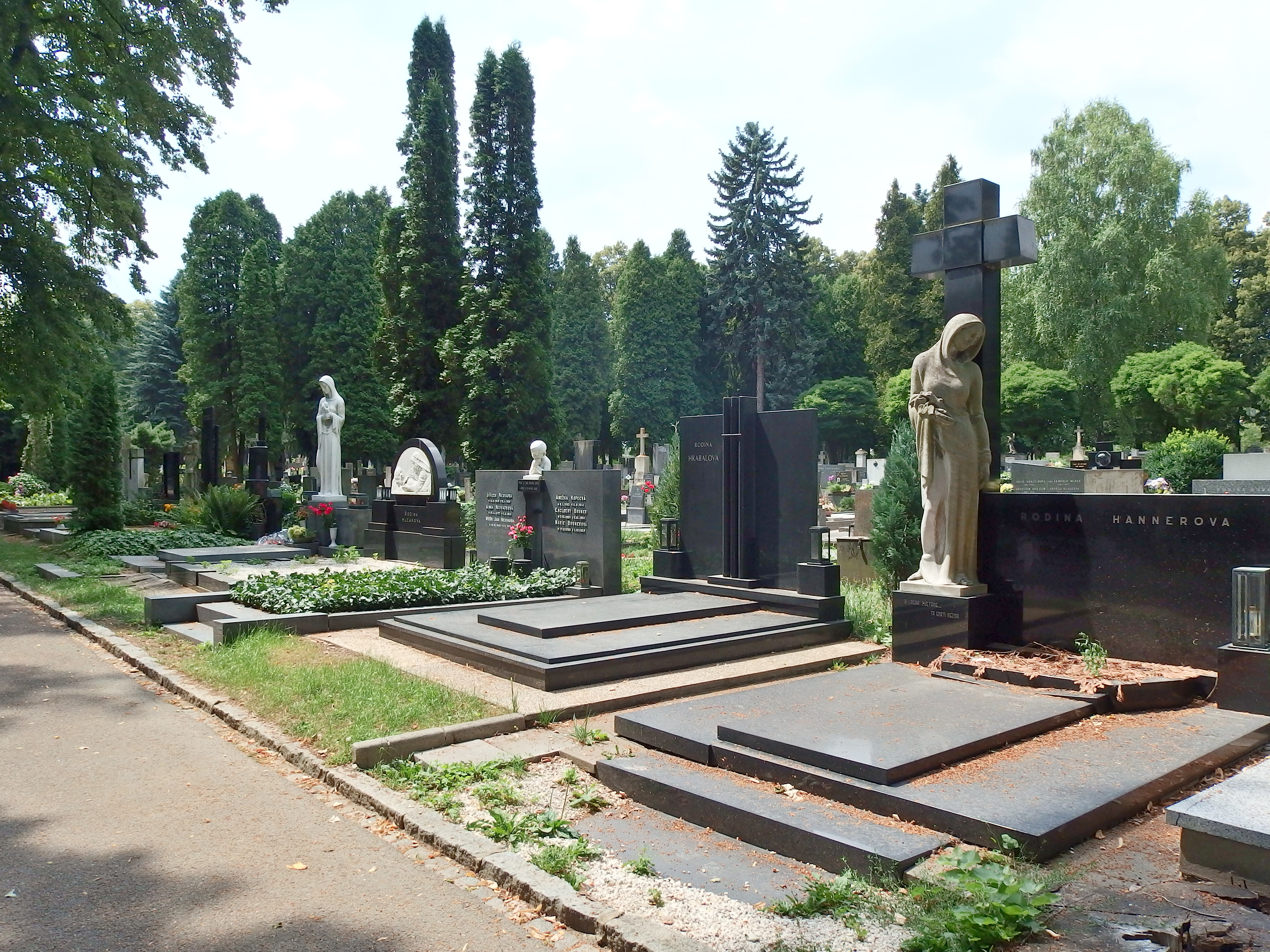
Hřbitov Kroměříž 49°17′11″ s. š., 17°23′14″ v. d.
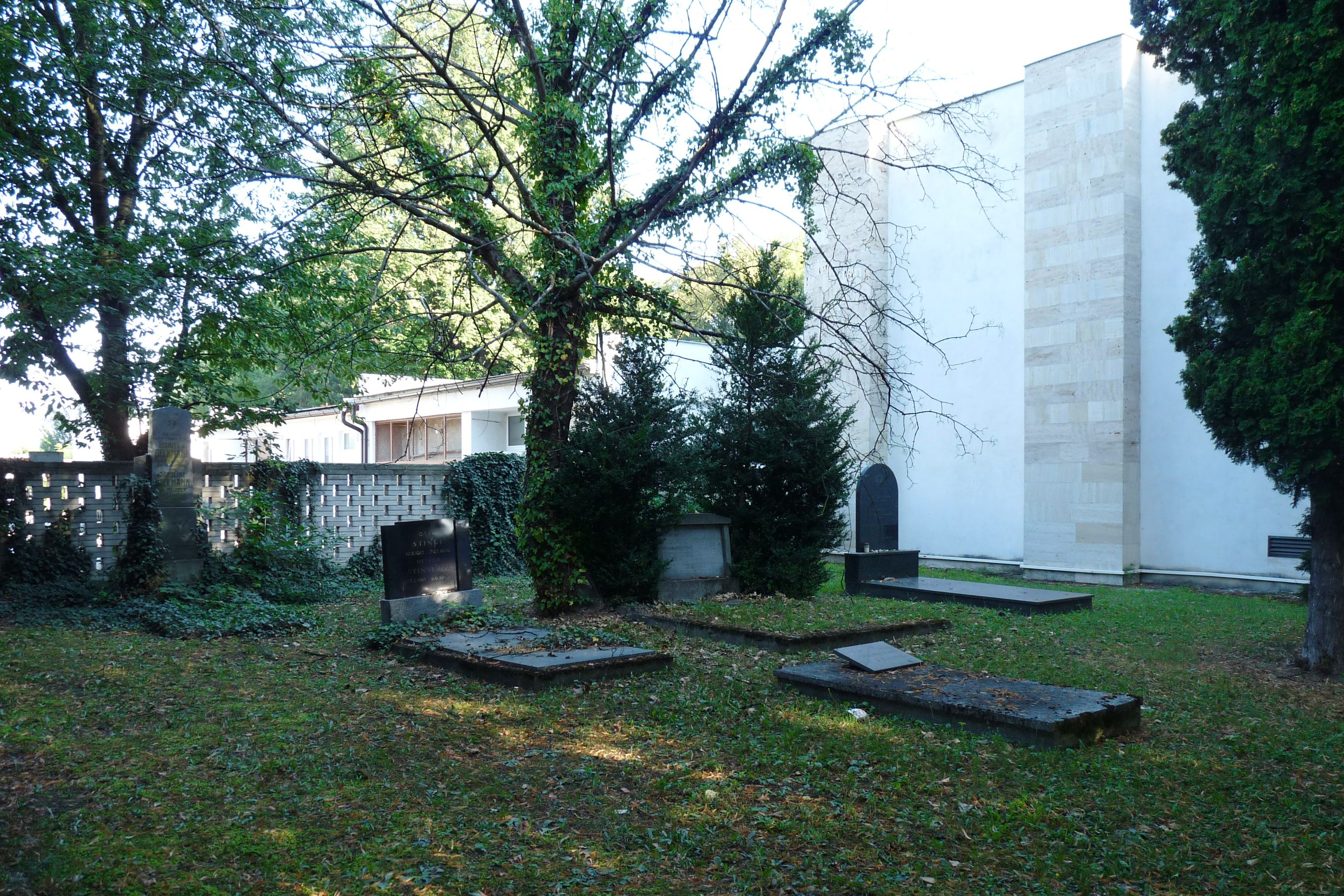
Židovská část kroměřížského hřbitova 49°17′3″ s. š., 17°23′14″ v. d.
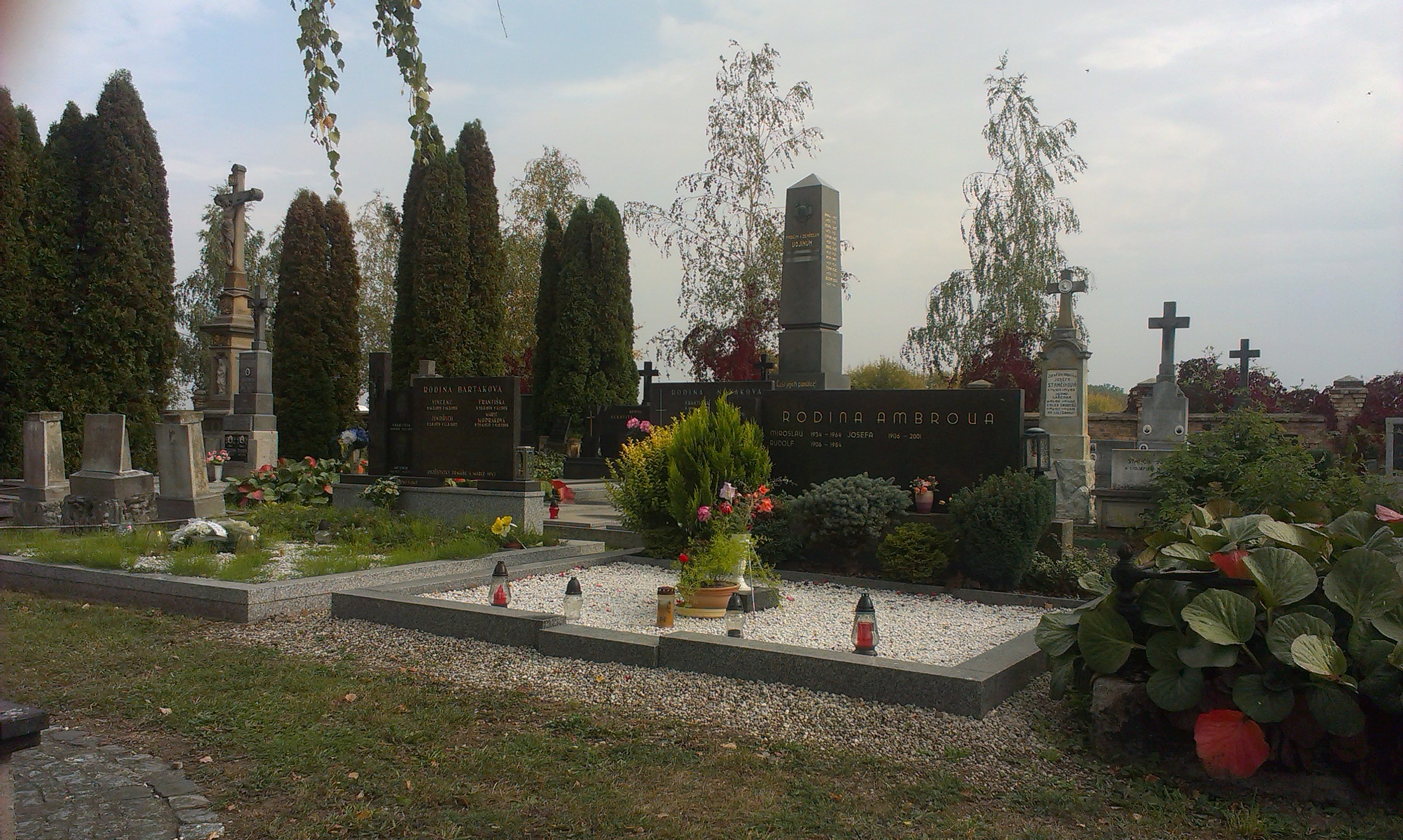
Hřbitov Bílany 49°18′54″ s. š., 17°25′33″ v. d.
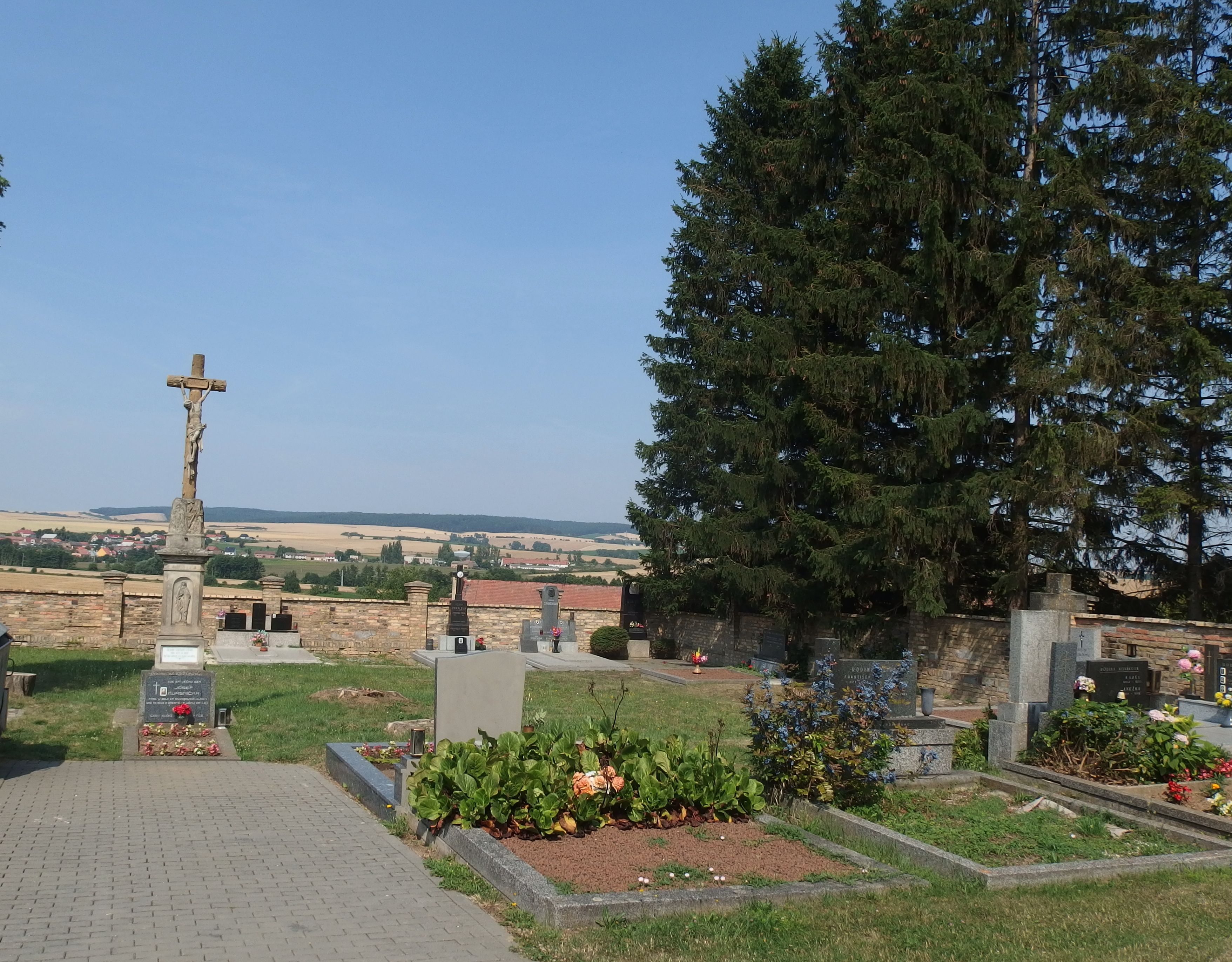
Hřbitov Drahlov 49°15′17″ s. š., 17°22′37″ v. d.
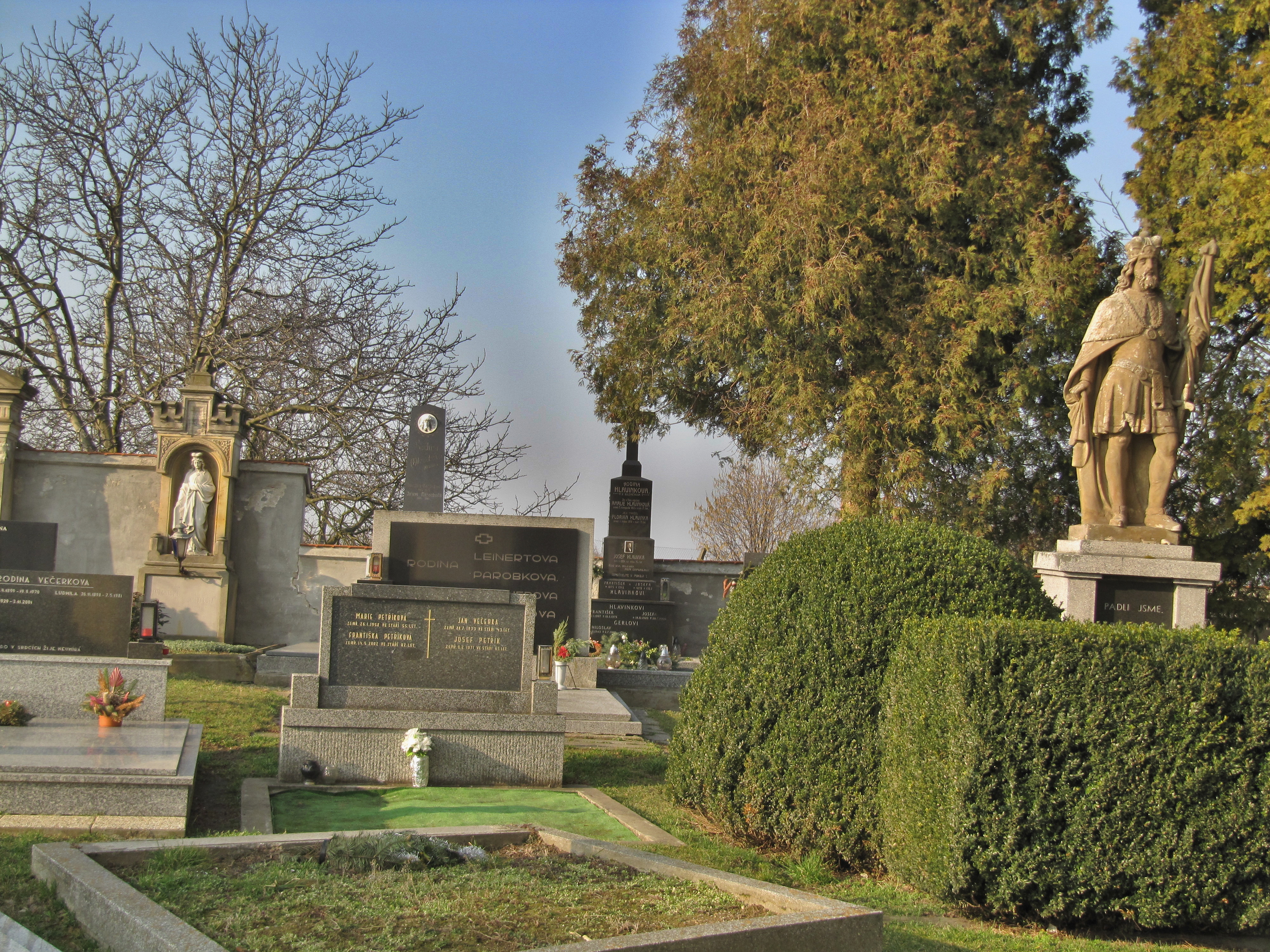
Hřbitov Hradisko 49°19′17″ s. š., 17°20′56″ v. d.
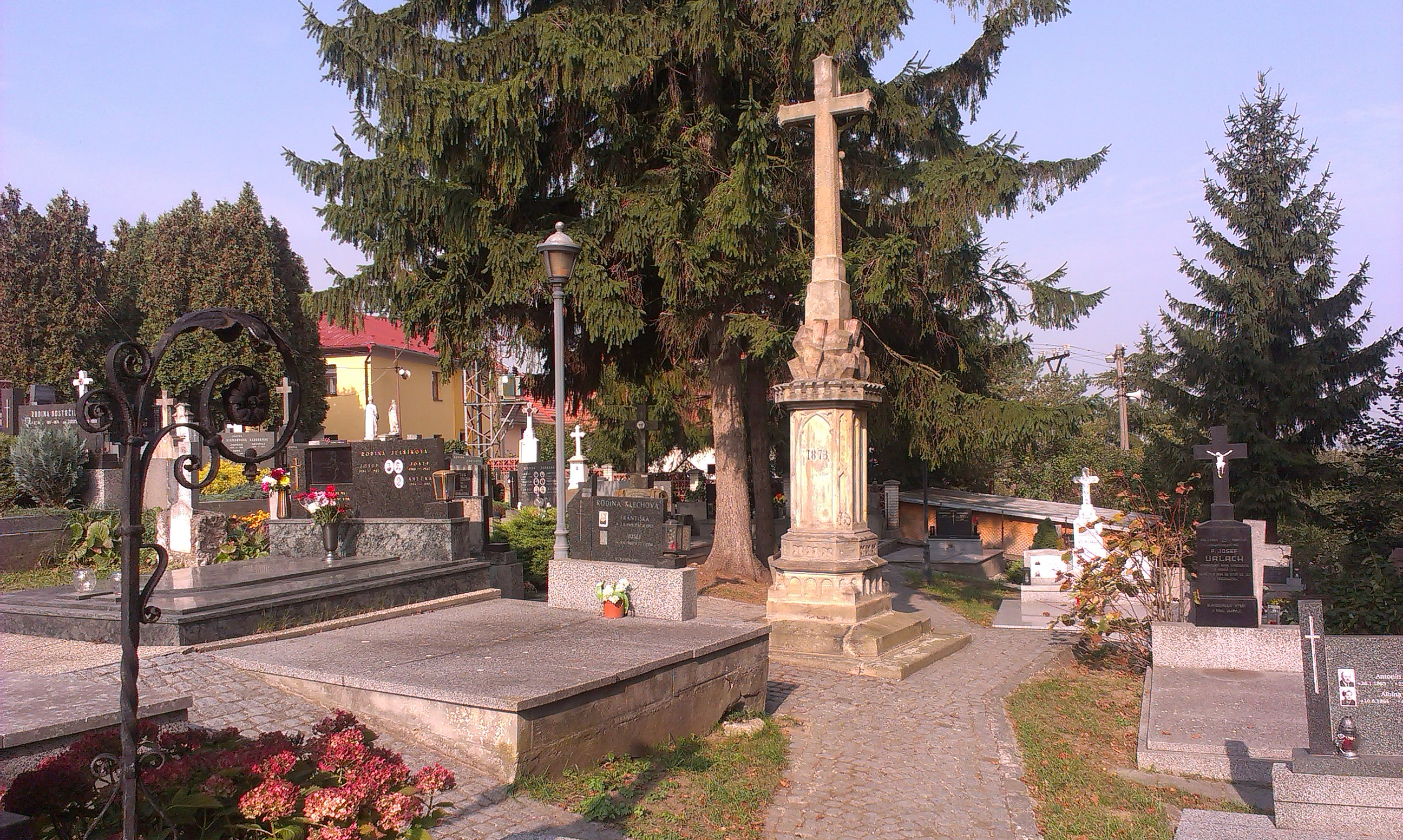
Hřbitov Těšnovice 49°15′53″ s. š., 17°25′7″ v. d.
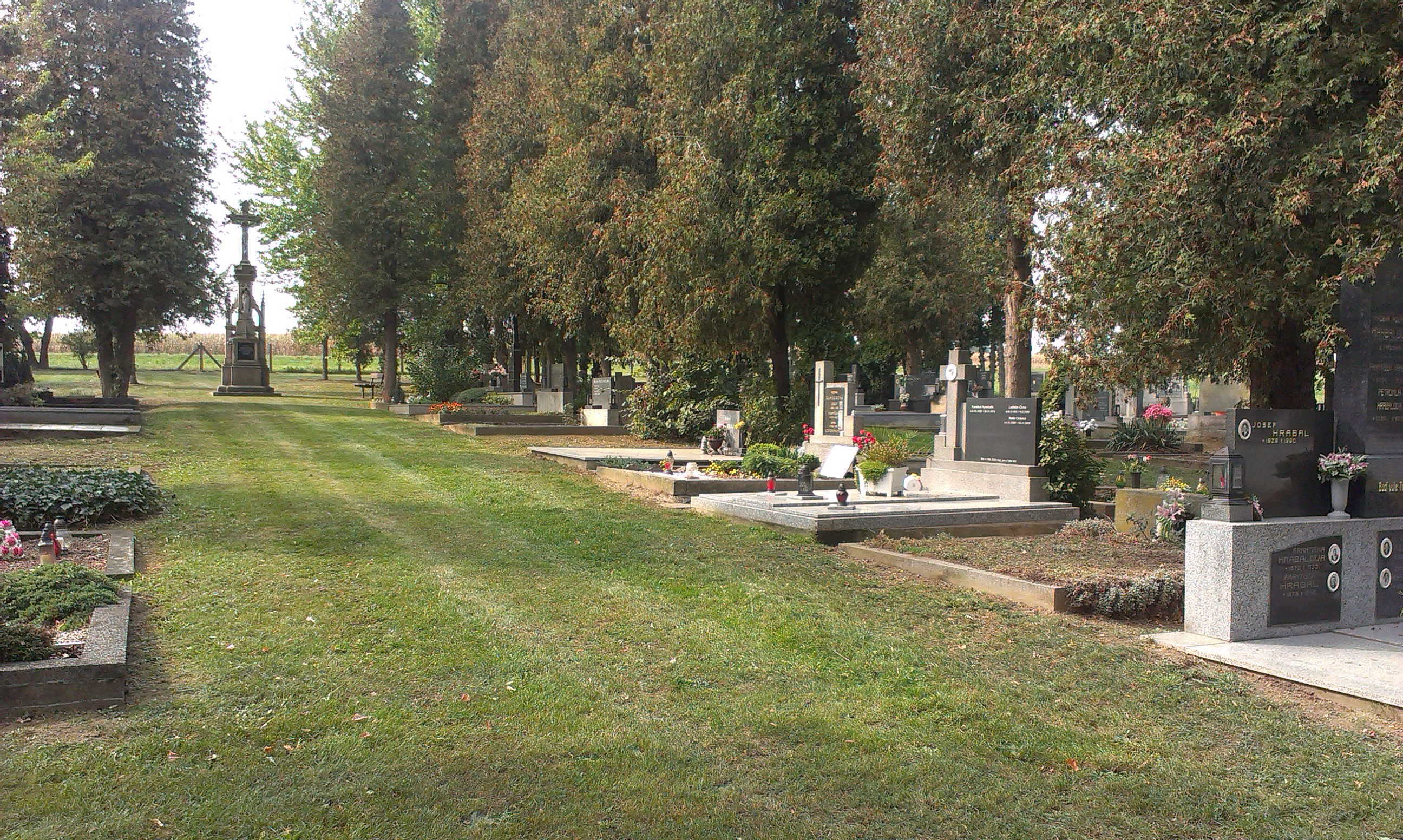
Hřbitov Trávník 49°15′55″ s. š., 17°26′19″ v. d.
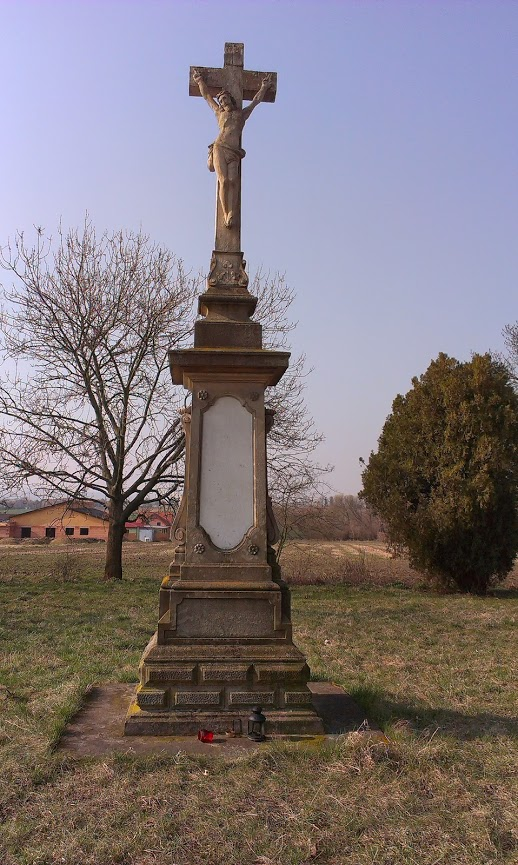
Kříž v místě bývalého hřbitova ve Vážanech 49°16′37″ s. š., 17°23′3″ v. d.
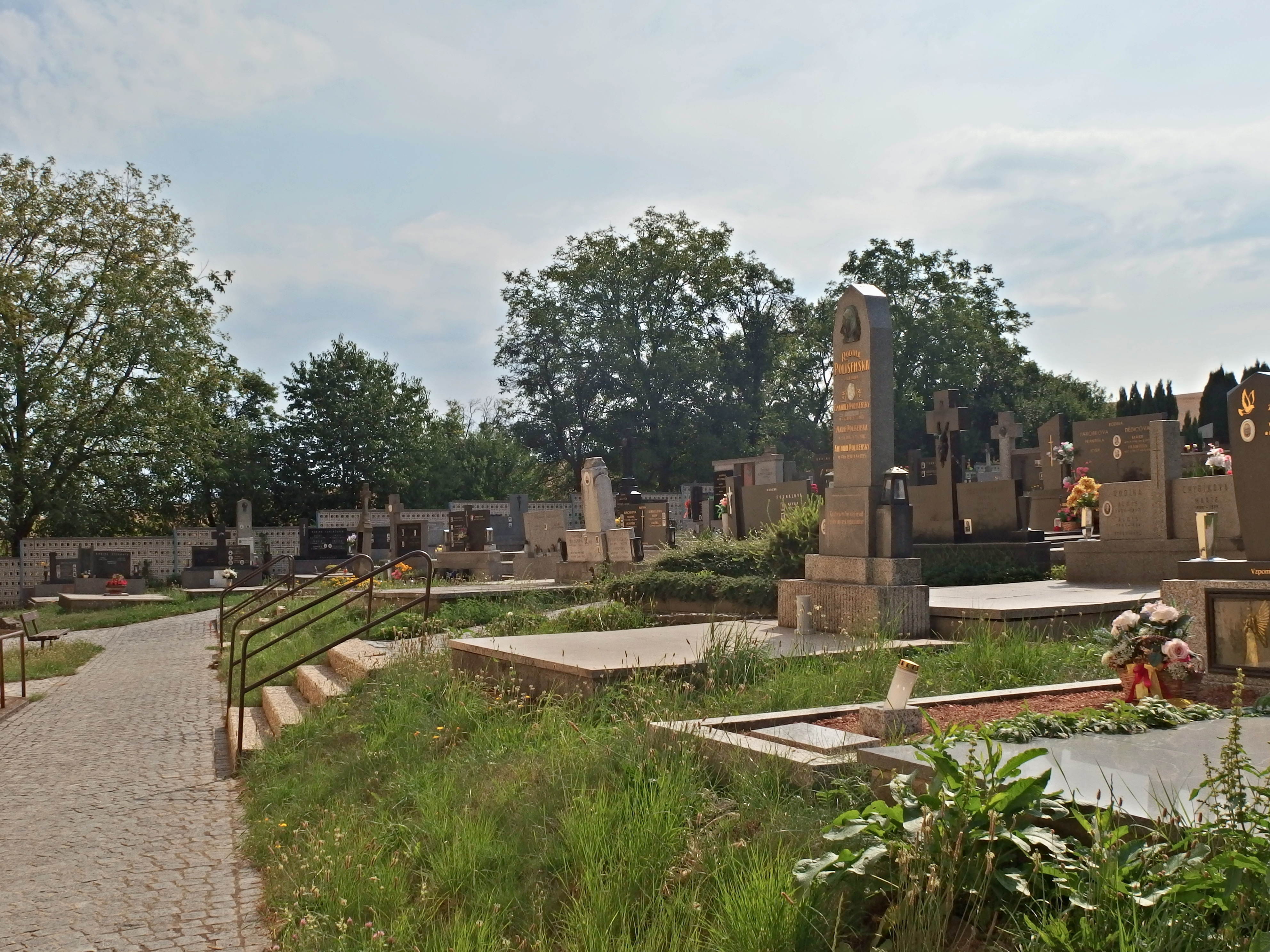
Hřbitov Zlámanka 49°14′10″ s. š., 17°22′41″ v. d.

## Kulturní památky na hřbitovech
- Empírový památník c.k. generála rytíře Václava z Frierenbergeru, který v roce 1823 nechala zbudovat na hrobě svého manžela jeho žena. V roce 1936 byl ze starého hřbitova v místech dnešního Bezručova sadu přenesen na vsypovou loučku při vstupu na městský hřbitov. V Ústředním seznamu kulturních památek České republiky je veden pod číslem 101308.[8]

- Kamenný kříž z roku 1735 nesoucí kartuši se symboly mlynářského řemesla a iniciály jeho donátora kroměřížského mlynáře Martina Libosvárského. V Ústředním seznamu kulturních památek České republiky je veden pod číslem 101319.[9]

- Křížová cesta z roku 1762. V Ústředním seznamu kulturních památek České republiky je vedena pod číslem 68465/7-6035.[10]

- Kamenný kříž u hřbitovní zdi v Trávníku. V Ústředním seznamu kulturních památek České republiky je veden pod číslem 18337/7-6163.[11]

- Kostel Všech svatých v Hradisku, který je v Ústředním seznamu kulturních památek České republiky veden spolu se sochou sv. Václava pod číslem 31947/7-6098.[12]

- Socha sv. Václava byla na hřbitov v Hradisku umístěna k svatováclavské slavnosti konané 28. 9. 1929 jako pomník padlým ve světové válce.[13] Socha od sochaře Antonína Tomáše Becka (1835-1908) původně stávala u starého kroměřížského mostu přes řeku Moravu. Po regulaci v letech 1907 – 1909 byla socha, spolu s několika dalšími, přemístěna ke kostelu Nanebevzetí Panny Marie. Odtud socha putovala do Hradiska a u kostela byla nahrazena její kopií od Antonínova syna Jana Antonína Becka (1864-1937).[14] U sochy svatého Václava byl pohřben dne 6.5.1945 neznámý rumunský vojín, který padl u Lutopecen a dne 13.5.1945 neznámý rumunský vojín, který u Miňůvek vypadl z vojenského auta. Dne 4.4.1951 byly ostatky obou rumunských vojínů exhumovány a převezeny na Ústřední hřbitov v Brně.[15]

### Galerie kulturních památek na hřbitovech

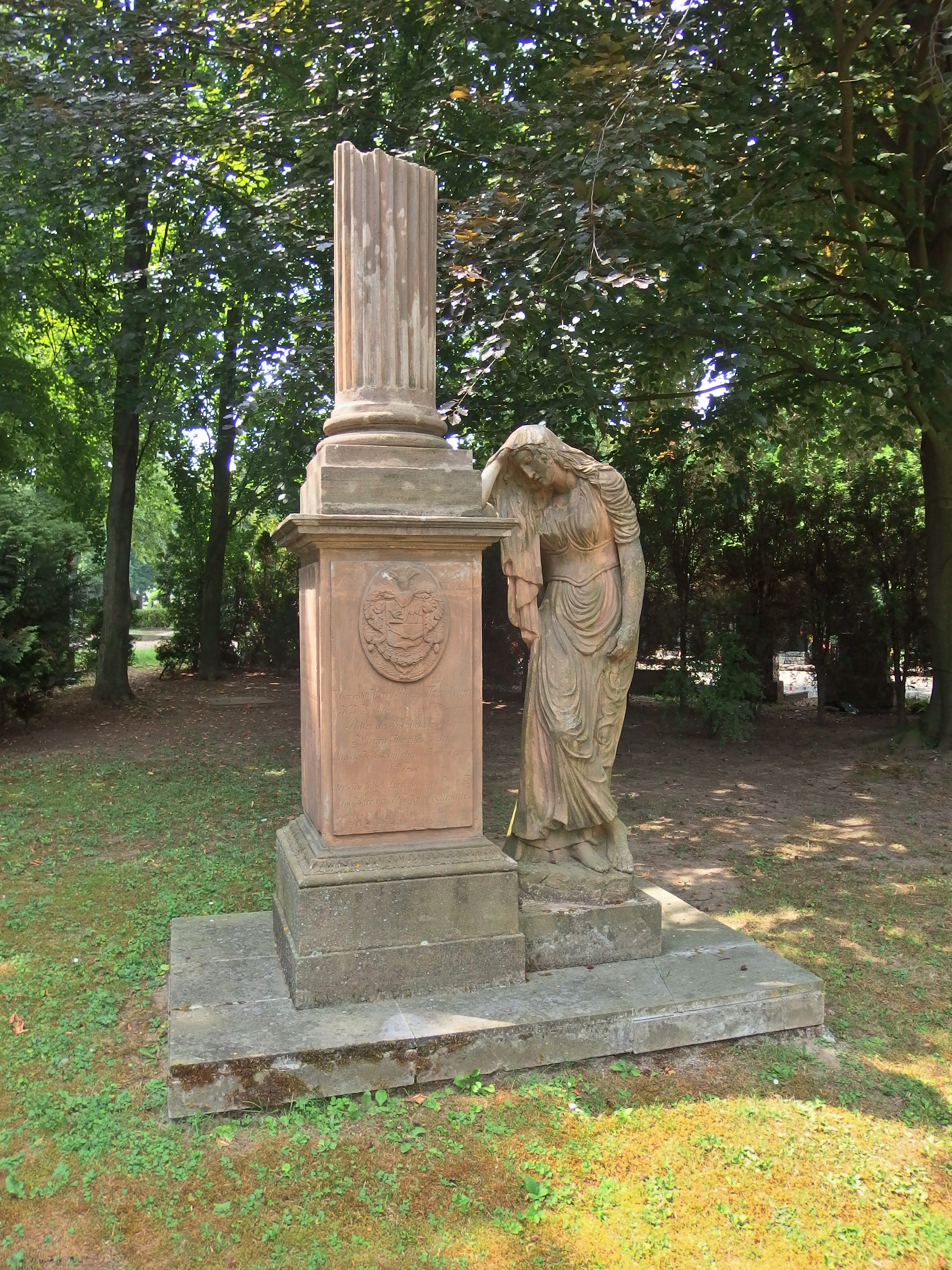
Empírový památník c.k. generála rytíře Václava z Frierenbergu
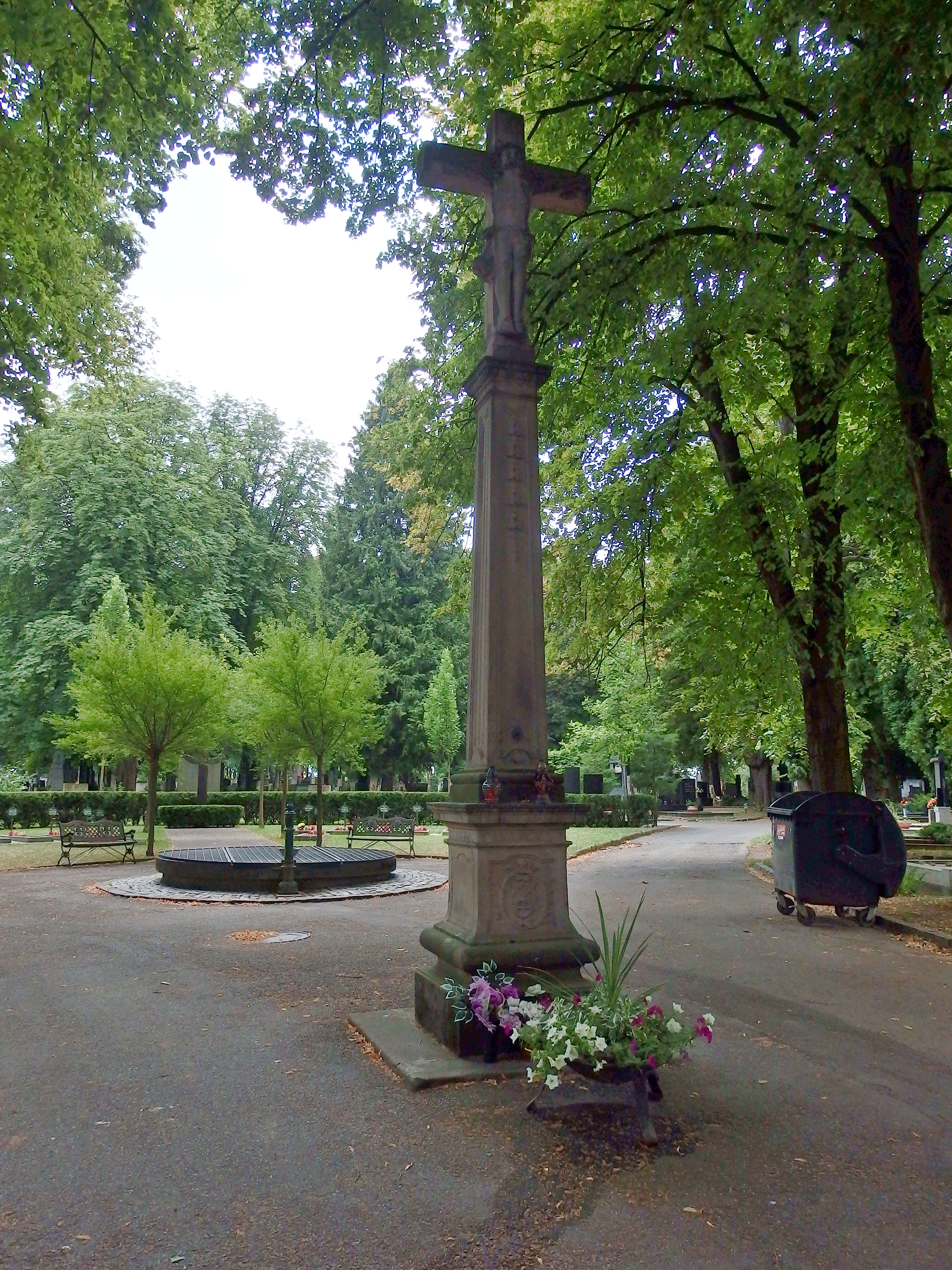
Kamenný kříž z roku 1735
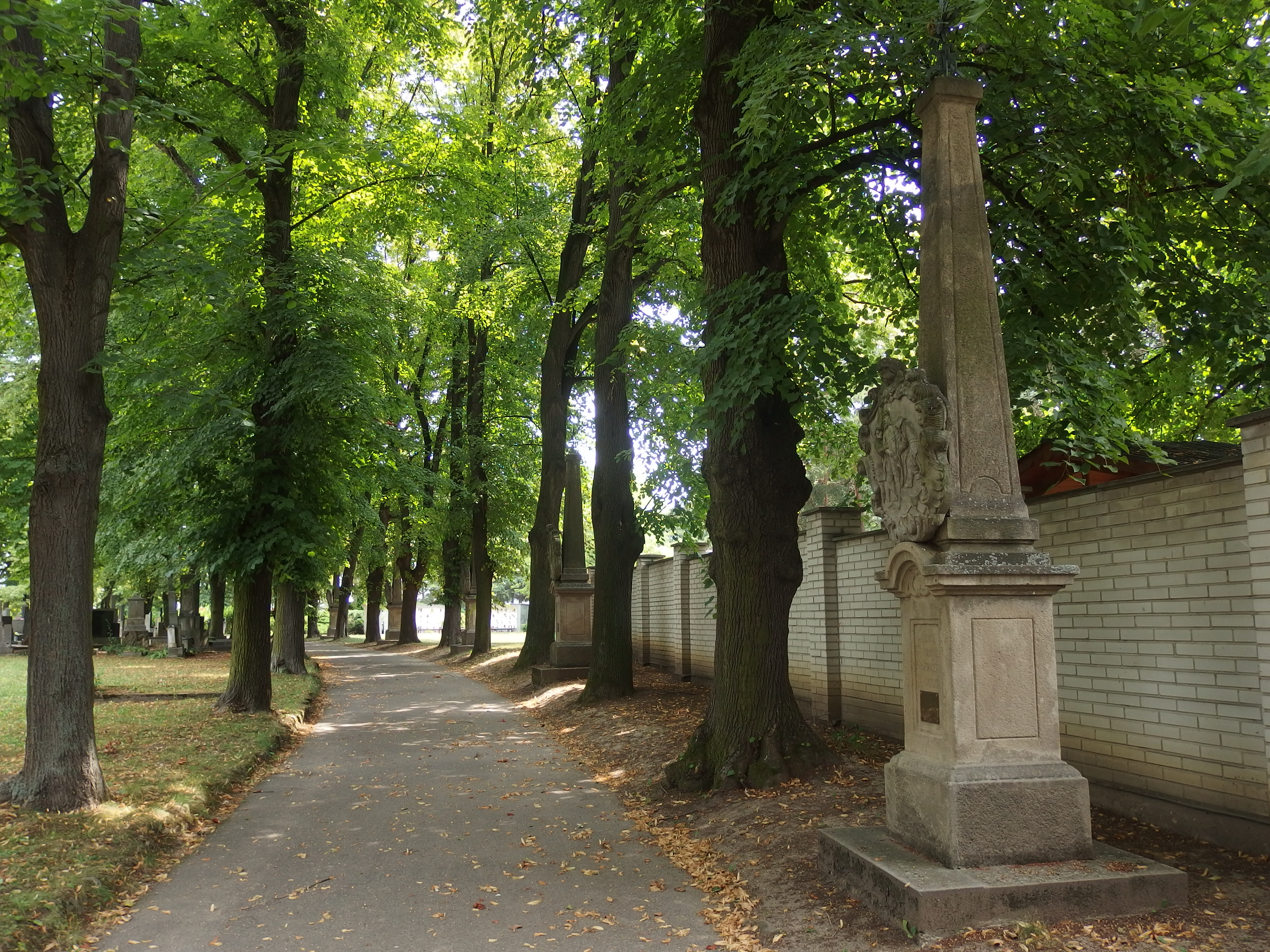
Křížová cesta z roku 1762
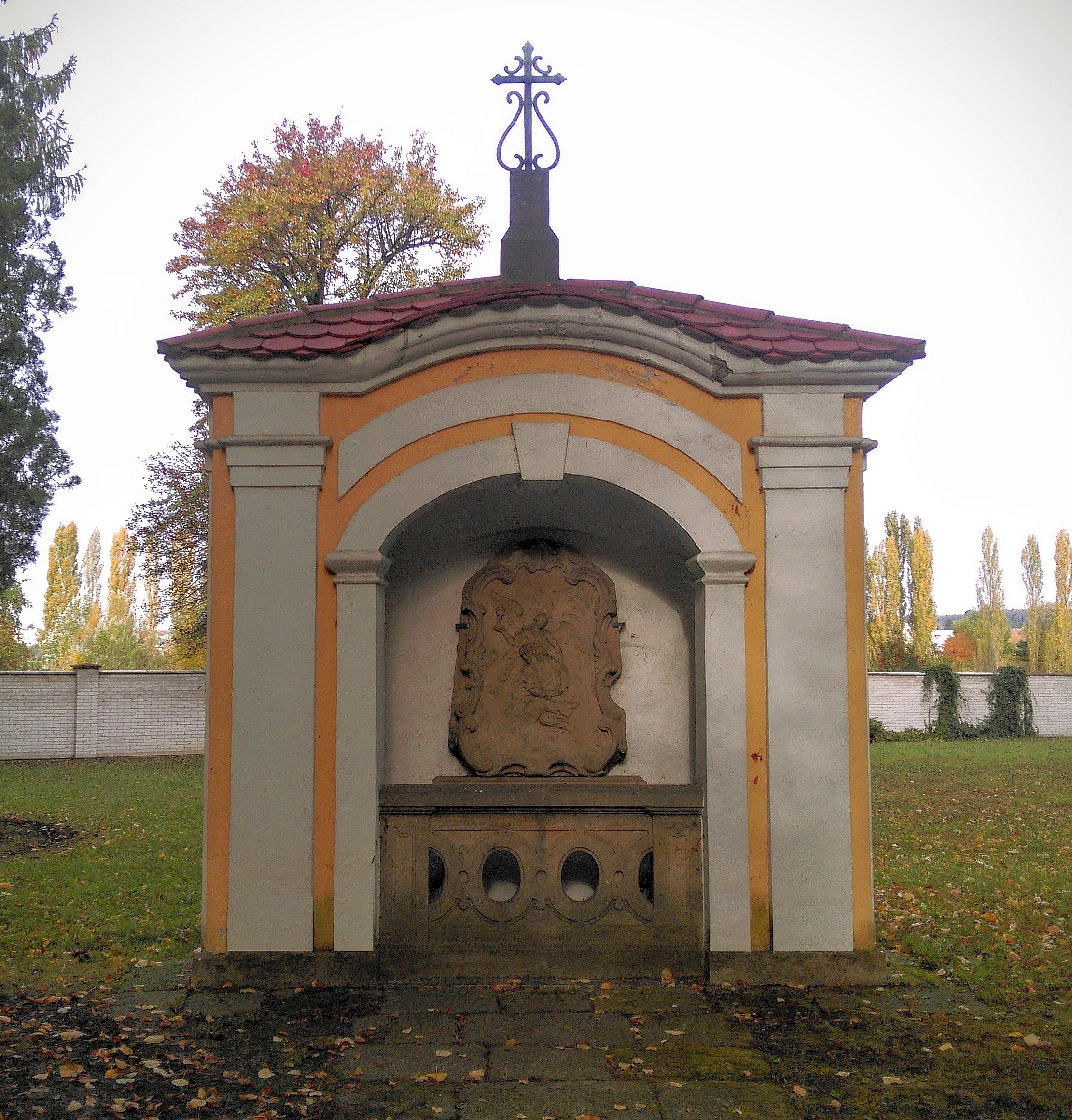
Křížová cesta - úvodní poklona Anděla strážce
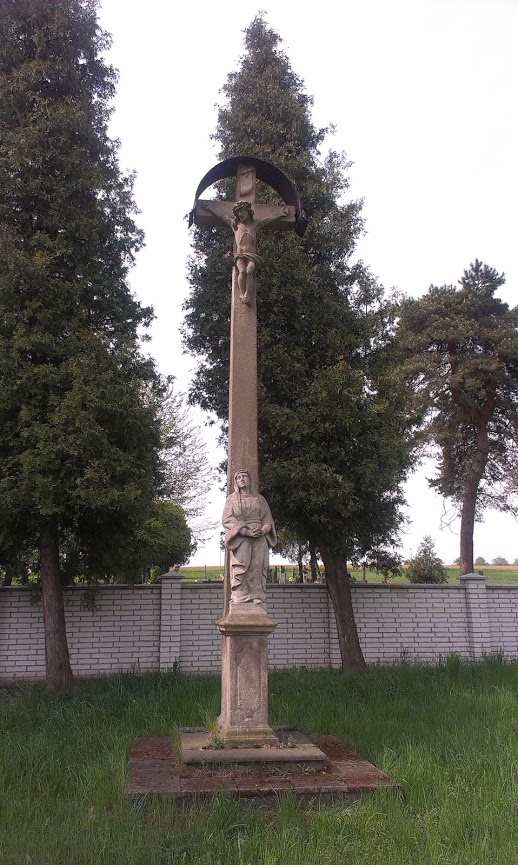
Kamenný kříž u hřbitovní zdi v Trávníku
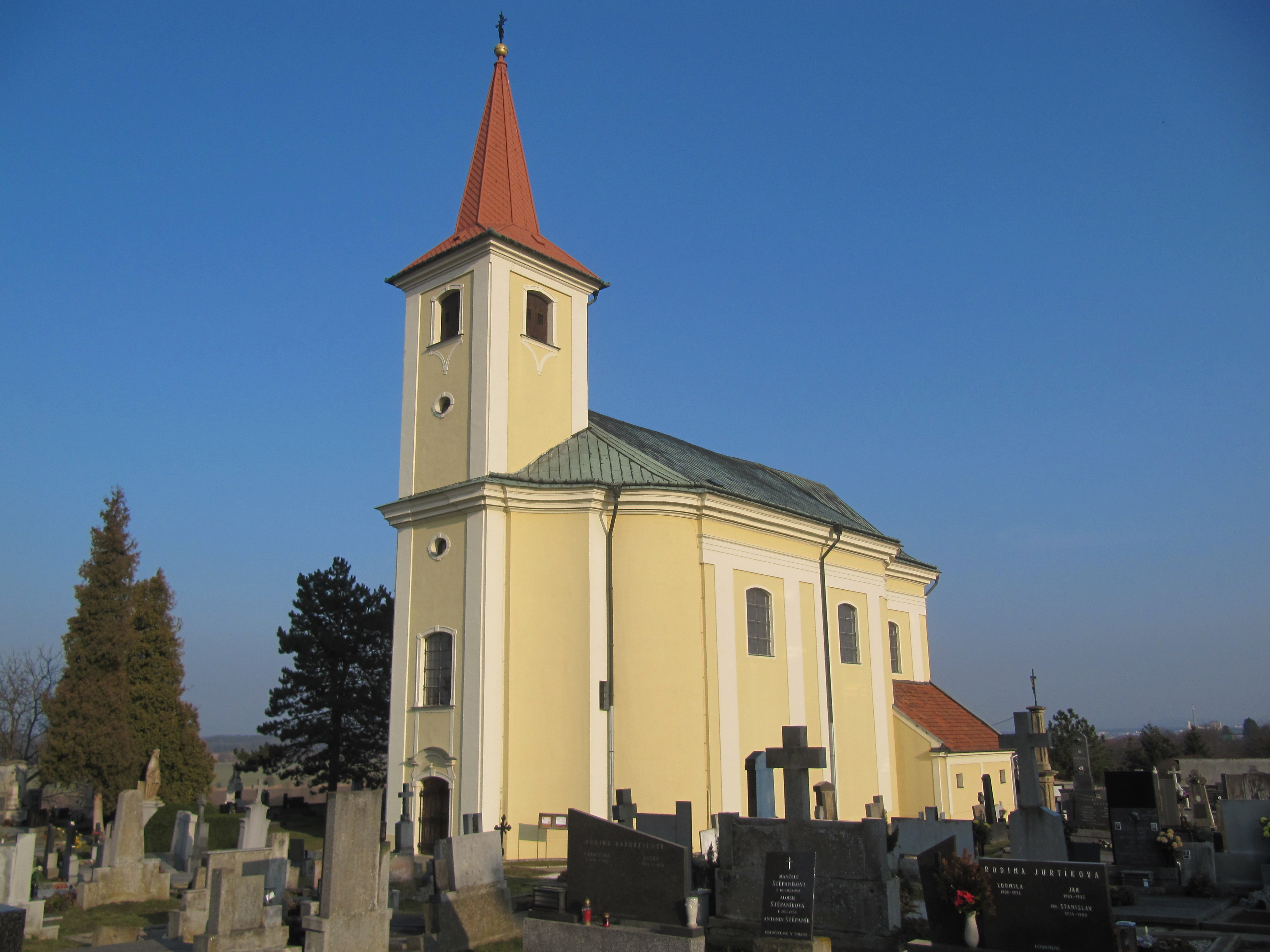
Kostel Všech svatých
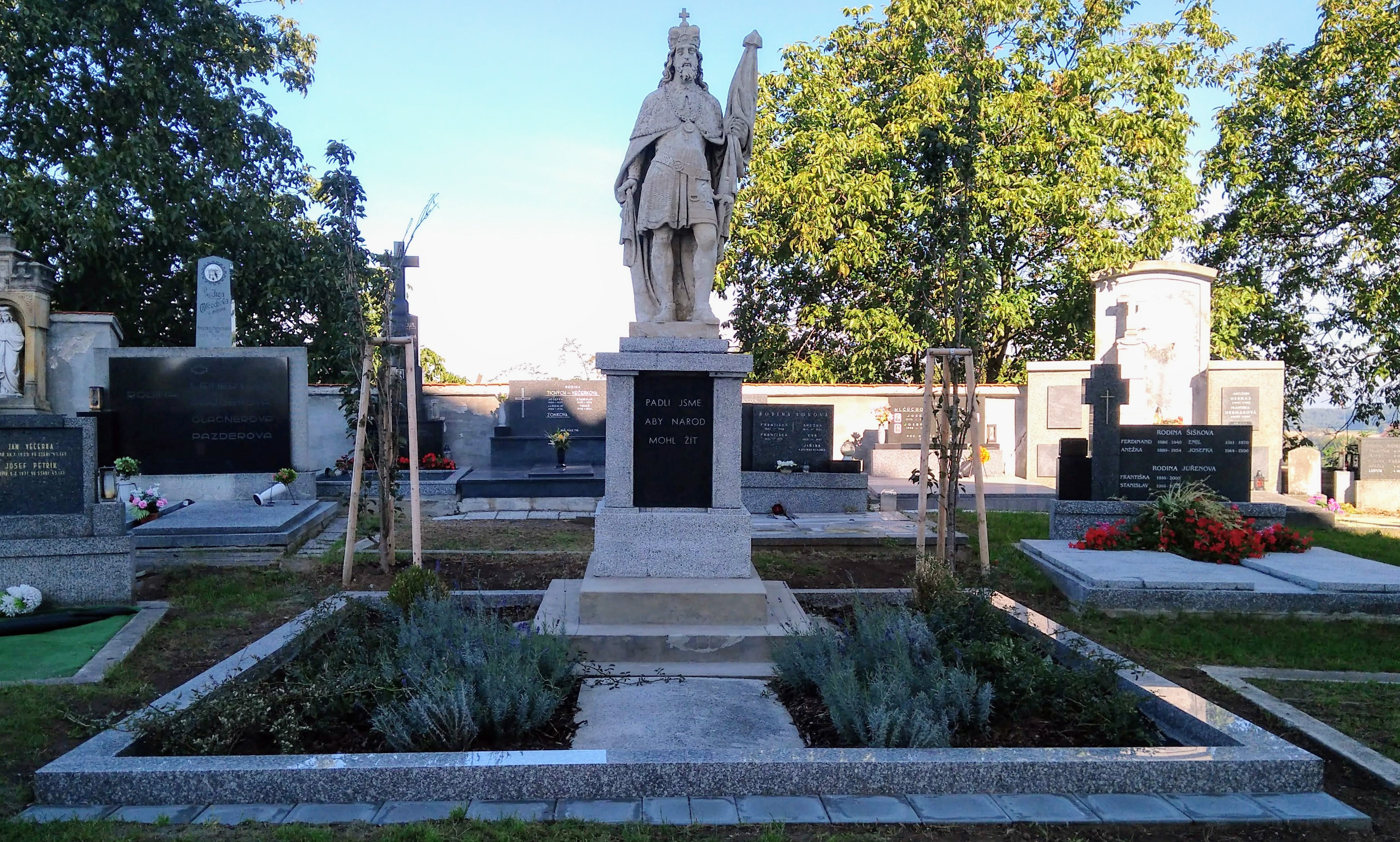
Socha sv. Václava - sochař Antonín Tomáš Beck (1835–1908)

## Pohřbení

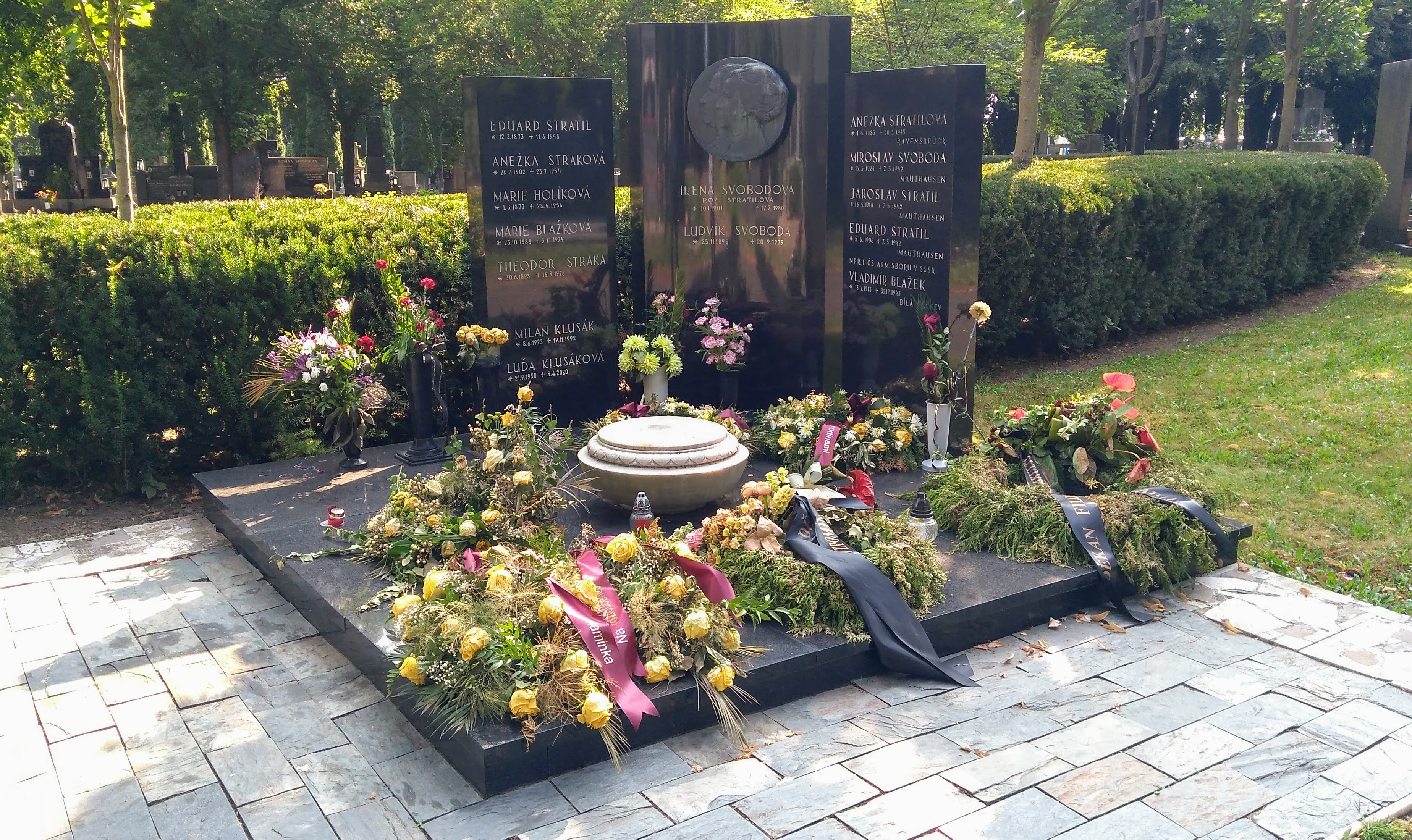
Rodinná hrobka prezidenta Ludvíka Svobody

Nejvýznamnějším pohřbeným na hřbitově je prezident armádní generál Ludvík Svoboda u jehož hrobu se u příležitosti ukončení II. světové války koná každoročně slavnostní položení věnců.